# Комплаенс
Комплаенс (англ. compliance — соответствие; происходит от глагола to comply — соответствовать) — буквально означает (см. в Оксфордском словаре английского языка) Соблюдение — действие в соответствии с запросом или указанием; повиновение (англ. compliance is an action in accordance with a request or command, obedience). «Комплаенс» представляет собой соответствие каким-либо внутренним или внешним требованиям, или нормам.
Под комплаенсом подразумевают часть системы управления/контроля в организации, связанную с комплаенс-рисками — рисками несоответствия, несоблюдения требований законодательства, нормативных документов, правил и стандартов надзорных органов, отраслевых ассоциаций и саморегулируемых организаций, кодексов поведения и так далее. Комплаенс-риски в конечном итоге могут проявляться в форме применения юридических санкций или санкций регулирующих органов, финансовых или репутационных потерь как результат несоответствия законам, правилам и стандартам в сфере комплаенса.
Соответствие законам, правилам и стандартам в сфере комплаенса обычно касается таких вопросов, как соблюдение надлежащих стандартов поведения на рынке, управление конфликтами интересов, справедливое отношение к клиентам и обеспечение добросовестного подхода при консультировании клиентов. К сфере комплаенса относится также специфические области, такие как противодействие легализации доходов, полученных преступным путём, и финансированию терроризма, разработка документов и процедур, обеспечивающих соответствие деятельности компании регулирующему законодательству, защита информационных потоков, противодействие мошенничеству и коррупции, установление этических норм поведения сотрудников и т. д..
В настоящее время комплаенс является направлением профессиональной деятельности, привнесённым в российские организации крупными западными компаниями. Направление существует преимущественно в финансово-банковской сфере, хотя не ограничивается ими. Подразделения, реализующие функцию проверки на соответствие, как правило, носят название «Комплаенс» или «Комплаенс-контроль». В 2014 году Банк России принял изменения в положение 242-П, в соответствии с которыми во всех банках вводится служба внутреннего контроля, которая по существу выполняет функции комплаенс-контроля (управления комплаенс-рисками или в терминологии 242-П — регуляторными рисками).
В медицине комплаенс это

терапевтическое сотрудничество. Означает меру, характеризующую правильность выполнения больным рекомендаций врача;
(в пульмонологии) мера растяжимости лёгочной ткани.

## Комплаенс-контроль
Понятие комплаенс-риска применительно к банковской сфере в российском законодательстве определено в положении Банка России 242-П. Под комплаенс-риском понимается риск возникновения у кредитной организации убытков из-за несоблюдения законодательства Российской Федерации, внутренних документов кредитной организации, стандартов саморегулируемых организаций (если такие стандарты или правила являются обязательными для кредитной организации), а также в результате применения санкций и (или) иных мер воздействия со стороны надзорных органов. Данный риск также назван регуляторным риском.
В соответствии с данным положением в кредитных организациях вводится служба внутреннего контроля, выполняющая следующие функции (по существу функции комплаенс-контроля):
- выявление регуляторного риска
- учёт событий регуляторного риска, количественная оценка вероятности возникновения и возможных последствий регуляторного риска,
- мониторинг регуляторного риска, включая анализ новых банковских продуктов и методов их реализации на предмет регуляторного риска
- координация и участие в разработке мер по снижению уровня регуляторного риска, разработка и доведение до органов управления и руководителей структурных подразделений рекомендаций по управлению регуляторным риском.
- мониторинг эффективности управления регуляторным риском
- участие в разработке внутренних документов по управлению регуляторным риском
- выявление конфликта интересов в деятельности организации и её служащих.
- анализ показателей динамики жалоб (обращений, заявлений) клиентов и анализ соблюдения кредитной организацией прав клиентов;
- анализ экономической целесообразности аутсорсинга услуг и (или) выполнение работ, обеспечивающих осуществление кредитной организацией банковских операций;
- участие в разработке внутренних документов, направленных на противодействие коммерческому подкупу и коррупции;
- участие в разработке внутренних документов и организации мероприятий, направленных на соблюдение правил корпоративного поведения, норм профессиональной этики;
- участие в рамках своей компетенции во взаимодействии кредитной организации с надзорными органами, саморегулируемыми организациями, ассоциациями и участниками финансовых рынков
- иные функции, связанные с регуляторным риском, предусмотренные внутренними документами организации.

## Принципы комплаенс-контроля
Базельский комитет по банковскому надзору в апреле 2005 года издал документ «Комплаенс и комплаенс-функция в банках». Содержание документа на русском языке отражено в письме Банка России от 2.11.2007 № 173-Т.
В данном документе Базельский комитет определил принципы комплаенса в банках.
1 Ответственность совета директоров за общий контроль за управлением комплаенс-рисками. Совет директоров должен утвердить политику банка по комплаенсу, документ, на основании которого создаётся постоянная и эффективная комплаенс-функция и не реже 1 раза в год оценивает эффективность управления в данной сфере.
2, 3, 4 Ответственность исполнительных органов за эффективное управление комплаенс-риском, в том числе принятие и доведение до служащих банка политики по комплаенсу, обеспечение её соблюдения и отчётность перед советом директоров по управлению комплаенс-риском, создание постоянной и эффективной комплаенс-функции как части реализации политики банка по комплаенсу.
5 Независимость комплаенс-функции, подразумевающая наличие официального статуса в организации, наличие руководителя комплаенса с общей ответственностью за координацию управления комплаенс-риском, исключение возможности конфликта интересов персонала комплаенс-функции между их обязанностями по управлению комплаенс-рисками и иными возложенными на них обязанностями, наличие необходимого доступа к информации и персоналу для исполнения своих обязанностей. Статус руководителя комплаенса должен быть достаточно высоким, быть либо членом исполнительных органов или подчинятся единоличному исполнительному органу или члену правления, не связанного с управлением бизнес-подразделениями.
6 Наличие ресурсов для эффективного исполнения обязанностей в сфере комплаенса
7 Обязанности комплаенс-функции заключаются в содействии исполнительным органам в эффективном управлении с комплаенс-рисками.
- Консультации (исполнительных органов о законах, правилах и стандартах и информирование о последних изменениях в этой сфере)
- Инструктаж и обучение (содействие в обучении персонала по вопросам комплаенса,
- Выявление, оценка и анализ комплаенс-риска (в упреждающем порядке выявление, документирование и анализ комплаенс-рисков, включая разработку новых продуктов и бизнес-процедур, новых видов отношений)
- Контроль, проверка, отчётность (руководитель регулярно должен отчитываться перед исполнительными органами).
- Установленные законом обязанности и взаимодействие
- Комплаенс-программа

8 Взаимодействие с внутренним аудитом. Предмет и масштаб деятельности комплаенс-функции должны регулярно проверяться службой внутреннего аудита. Комплаенс-функция и служба внутреннего аудита должны быть независимы друг от друга, чтобы гарантировать независимость проверки деятельности комплаенс-функции.
9 Международные вопросы
10 Аутсорсинг. Аутсорсинг отдельных задач комплаенс-функции допустим, но они должны быть по соответствующим контролем со стороны руководителя комплаенс-функции. Управление комплаенс-рисками должно считаться одним из основных направлений управления рисками в организации

## Необходимые внутренние документы
Как правило, главным документом является Кодекс корпоративного поведения (англ. Code of conduct), регламентирующий нормы поведения сотрудников организации при взаимодействии с клиентами, другими сотрудниками, контрагентами, поставщиками, надзорными органами и прочими третьими лицами, с которыми сталкивается тот или иной сотрудник в процессе исполнения своих профессиональных обязанностей и распространяется на такие системы принципы бизнеса, целостность бизнеса, активы компании и пр.
Помимо Кодекса корпоративного поведения в организации могут быть разработаны/разрабатываются такие документы как:
- Кодекс корпоративной этики (Code of Ethics)
- Политика принятия и дарения подарков (Gift policy)
- Политика сообщения о нарушениях (Whistleblowing policy)
- Политика о взяточничестве и коррупции (Financial Crime / Fraud Prevention)
- Политика по противодействию легализации («отмыванию») доходов, полученных преступным путём, и финансированию терроризма (Fight against Money Laundering and Terrorist Financing)
- Политика о конфиденциальности данных
- Политика о конфликте интересов (Политика «китайских стен») (Chinese Walls)